# Clemente da Osimo
Clemente da Osimo (Sant'Elpidio a Mare o forse Osimo, ... – Orvieto, 9 aprile 1291) agostiniano, venerato come beato dalla Chiesa cattolica.

## Biografia
Clemente è ricordato come riformatore dell'Ordine agostiniano di cui fu alla guida per tre volte e Priore generale dei primi secoli di storia dell'ordine stesso.
Da giovane Clemente si unì agli eremitani di Sant'Agostino, di cui divenne generale. Egli guidò quest'ultima con tanta abilità che ne fu considerato il secondo fondatore.
Clemente è noto come riformatore dell'ordine agostiniano (uno dei tre ordini mendicanti dopo i francescani e i domenicani), che guidò tre volte e di cui fu priore generale durante la prima storia dell'ordine.
Con grande abilità diplomatica, ristabilì la disciplina regolare, e la sua incessante cospirazione per le anime del purgatorio lo ispirò a stabilire nel suo ordine due solenni anniversari ogni anno per i fedeli defunti.
Il montegiorgese padre Agostino Trapè, Priore generale dell'Ordine agostiniano, ricorda il beato Clemente come colui che portò la Sacra Spina in Italia donandola, secondo la tradizione, alla comunità agostiniana elpidiense e come il personaggio che caratterizzò la fase di organizzazione dell'Ordine dopo la Grande unione del 1256. Sostiene P. Trapé  che "lavorò instancabilmente per dare all'unità già conseguita una base legislativa stabile e duratura, preparando le Costituzioni, le prime dell'Ordine (...); richiamò l'attenzione con insistenza sopra la povertà come base della vita comune, favorì la fondazione di monasteri femminili, promulgò l'Ordinarium cerimoniale (...); infine fu di edificazione a tutti con l'esempio della sua santità e con il potere dei miracoli. (...) non fa meraviglia dunque che l'Ordine abbia conservato una stima e una venerazione particolare verso questo santo Padre e che abbia conservato gelosamente le sue reliquie tra le alterne vicissitudini del tempo. " .
La stima che alla fine lo circondò gli procurò un rinomato penitente nella persona di Bonifacio VIII che lo prese come suo confessore.

## Culto
Papa Clemente XIII ne confermò il culto nel 1761. Viene commemorato il giorno 8 aprile:
(Martirologio Romano)
A Roma, nella Basilica di Sant'Agostino in Campo Marzio, nella cappella del SS. Sacramento, dedicata a San Nicola da Tolentino, vi è un ritratto a olio su tela che riporta la indicazione B. Clemente a Elpidio nonché altre tele raffiguranti agostiniani illustri marchigiani.